# Matjaž Kočar
Matjaž Kočar, veterinar in nekdanji slovenski politik * 1960.
Prvi župan občine Moravče, med leti 1995 in 2001.
Med 27. marcem 1997 in 14. marcem 1999 je bil državni sekretar Republike Slovenije na Ministrstvu za kmetijstvo, gozdarstvo in prehrano Republike Slovenije.
Ko je nastopil službo glavnega kmetijskega inšpektorja leta 2000, je bil eno leto hkrati župan občine Moravče, potem pa se je moral na zahtevo vlade funkciji župana odreči. Z ustanovitvijo Direktorata za varno hrano na kmetijskem ministrstvu je 1. septembra 2008 postal njegov generalni direktor in ostal na tej funkciji vse do njegove ukinitve 31. decembra 2012. Nato je na reorganiziranem Ministrstvu za kmetijstvo in okolje zasedel uradniško delovno mesto.
Od decembra 2018 do 8. januarja 2020 je bil občinski svetnik v občini Moravče.